# Candice Bergen
Candice Patricia Bergen (Beverly Hills, 9 de maio de 1946) é uma atriz norte-americana. Ela ganhou cinco Primetime Emmy Awards e dois Globo de Ouro por protagonizar a sitcom Murphy Brown (1988-1998, 2018-2019).

## Biografia
Candice Bergen é filha de uma modelo e de um ventríloquo, Edgar Bergen, famoso nos Estados Unidos nos anos 1930 e 1960. De talentos múltiplos, Candice foi uma manequim de alta costura, jornalista, fotógrafa, escritora de peças e de um livro com suas Memórias, além de ter sido a primeira mulher a apresentar o programa Saturday Night Live na televisão americana, durante a temporada de estreia em 1975.
Após a carreira de modelo, começou no cinema nos anos 60 e, apesar de críticas nos primeiros filmes, foi indicada ao Globo de Ouro de melhor atriz coadjuvante em cinema e para o Oscar de melhor atriz coadjuvante pelo filme Starting Over.
Em 1982, depois do sucesso de Gandhi, filme vencedor de oito óscares em que ela faz o papel da renomada fotógrafa Margaret Bourke-White, uma das poucas ocidentais a compartilharem da intimidade do líder indiano em seus últimos tempos de vida, Candice passou a trabalhar na televisão, atuando em diversos seriados e alcançando seu maior sucesso em Murphy Brown, pelo qual recebeu cinco prêmios Emmy de melhor atriz de TV, no papel-título de uma decidida repórter televisiva.
Nos últimos anos ela voltou a atuar no cinema, participando de Miss Simpatia com Sandra Bullock e Voando Alto do brasileiro Bruno Barreto entre outros, na TV participou do seriado Boston Legal na TV ABC.

## Fatos pessoais
- Ela namorou Henry Kissinger, o jornalista brasileiro Tarso de Castro e foi casada com o cineasta francês Louis Malle até a morte dele em 1995, com quem teve uma filha.
- Candice e seu então namorado Terry Melcher, filho da atriz Doris Day, moraram em 1050 Cielo Drive, em Bel Air, uma grande mansão na área mais nobre da cidade, que depois alugaram para o cineasta e amigo Roman Polanski e a mulher, a atriz Sharon Tate. Em agosto de 1969, Tate e mais quatro pessoas foram assassinados dentro da casa, num dos mais bárbaros crimes da história americana, por integrantes da Família Manson. Charles Manson, o mandante do crime, acreditava que Melcher, um produtor musical, ainda morava na casa e queria se vingar dele por promessas de uma carreira artística não cumprida.
- Fala francês fluentemente, é vegetariana e ligada a defesa dos direitos dos animais.[1]